# El Dormidor (Caudiers de Conflent)
El Dormidor és una muntanya de 2.033,1 metres d'altitud del límit entre les comunes de Caudiers de Conflent, de la comarca del Conflent, i de Matamala, de la del Capcir, tots dos a la Catalunya del Nord.
És a prop de l'extrem sud-oest del terme de Caudiers de Conflent i al sud-est del de Matamala, al sud-oest del Coll del Dormidor i al nord-oest del Coll de la Jaguinta.